# Mester József
Mester József (Welland, Kanada, 1927. augusztus  1. – Vecsés, 2002. április 8.) kolozsvári operaénekes, basszbariton, Csoma Mária opera-énekesnő férje.

## Életpályája
Székelykeresztúron  tanítóképzőt végzett, majd kitartó munkával operaénekes lett. Részben D'André Albert énekmester egyengette az útját, aki 1948-49-ben a kolozsvári Állami Magyar Opera rendezője volt,  részben autodidakta módon készült fel a nagy drámai bariton szerepekre. Nyugdíjazásáig a kolozsvári magyar operában játszott. Vendégszerepelt Jugoszláviában és Lengyelországban.
1993-ban családjával áttelepült Magyarországra, de még nyugdíjasként is vissza-visszatért  Kolozsvárra. Utolsó fellépése Vajda János Mário és a varázsló című operájában volt.

### Főbb szerepei
- Petur, Bánk (Erkel: Bánk bán)
- Gara nádor (Hunyadi László)
- Salamon király (Goldmark: Sába királynője)
- Amonasro (Verdi: Aida)
- Nabucco (Verdi)
- Jago (Verdi: Otello)
- Silvano (Álarcosbál)
- Galickij (Borogyin: Igor herceg)
- Tomszkij (Csajkovszkij: Pikk dáma)
- Kothner (Wagner:Mesterdalnokok)
- Alfio (Mascagni: Parasztbecsület)
- Scarpia (Puccini: Tosca)
- Bogdan( Norbert Petri: Doftana rózsái)
- Kovácsmester (Jünger Ervin: A helység kalapácsa)
- Főinkvizitor (Don Carlos)
- Escamillo (Carmen)
- Falke (Denevér)
- Zsupán (Cigánybáró)
- Dragotin  (Cigányszerelem)
- Feri bácsi (Csárdáskirálynő)
- Gül baba
- Tschöll papa (Három a kislány)